# وادي الواز
وادي الواز أو فال دواز (95) (بالفرنسية: Val-d'Oise) هو إقليم فرنسي يقع في منطقة إيل دو فرانس. سميت نسبة إلى نهر الواز. عاصمتها هي بنطيز.

## معرض صور

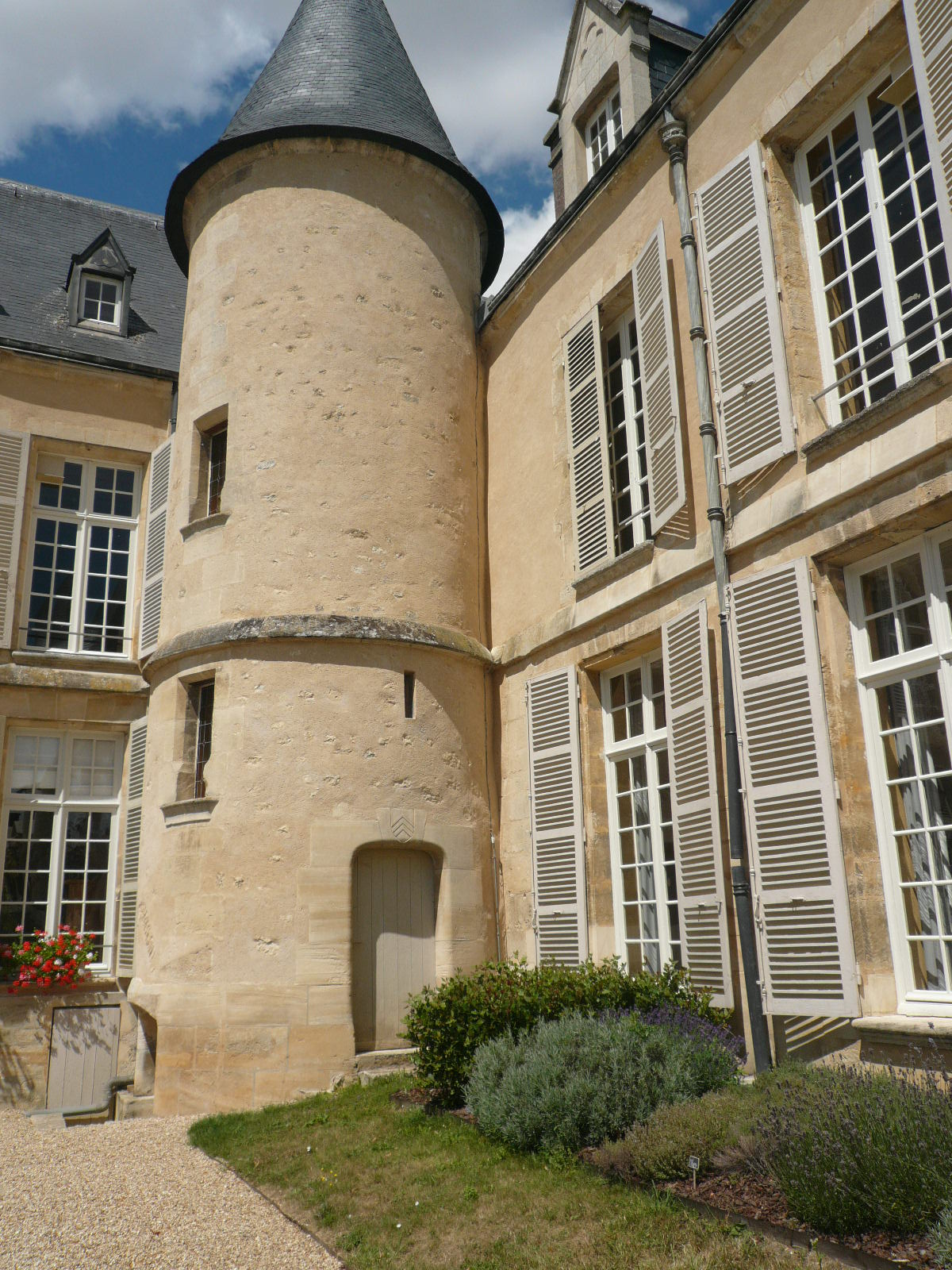
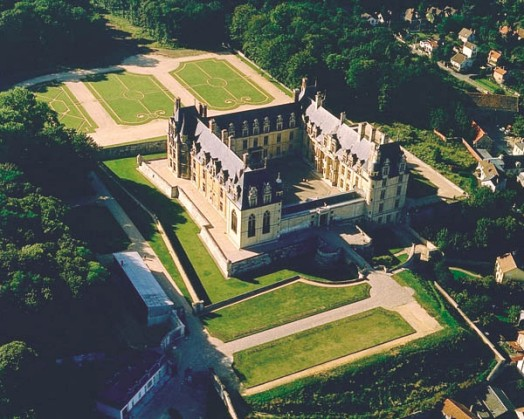
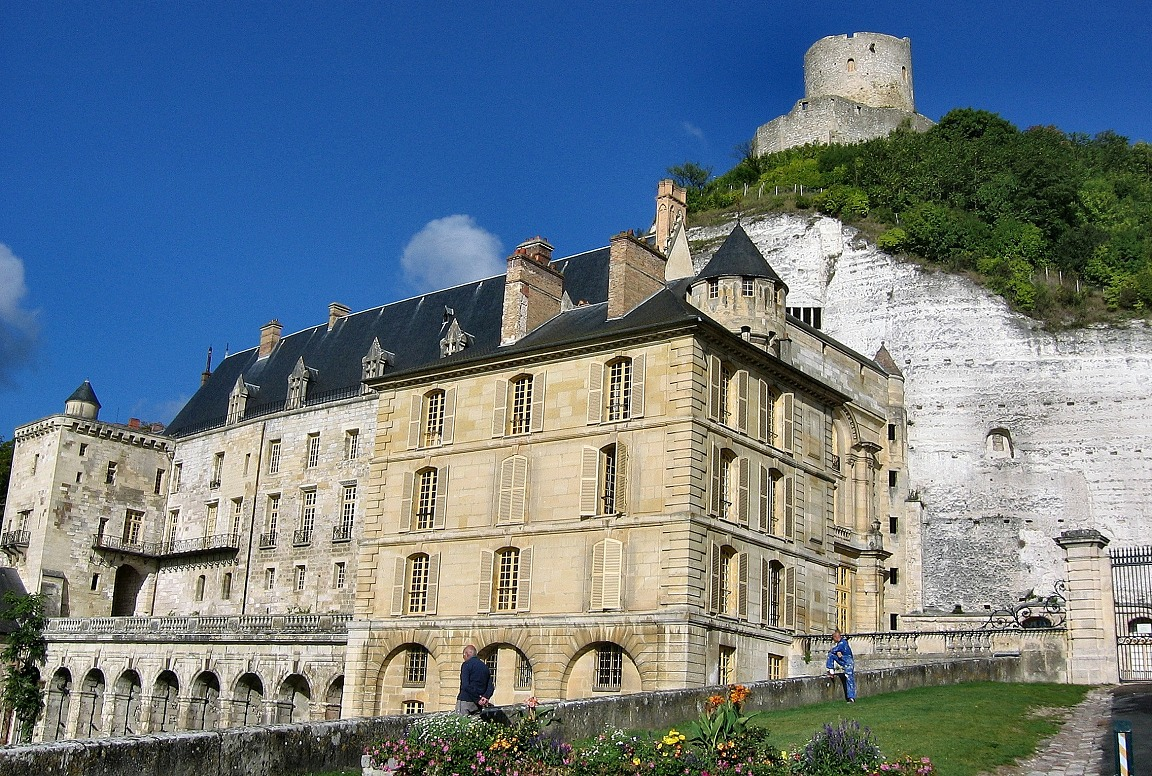

## توأمة
لفال دواز اتفاقيات توأمة مع:
- أوساكا (21 يوليو 1987 - )

## أعلام
- دينيس ماريون
- جاكلين روبن